# Jawad Ghaziyar
Jawad Ghaziyar (Persisch: جواد غازيار) ist ein populärer afghanischer Sänger. Nach dem Sturz der Regierung Afghanistans lebt er nun seit 1992 in den Vereinigten Staaten.

## Diskografie
- Veröffentlichungen im Exil
- Melate Ghamdeeda
- Sadai-e-Maihaan
- Dost
- Chaman-e-Cheraghan
- Sanam
- Shireen-e-Roba
- Sahar
- Live in Australia

| Personendaten    | Personendaten       |
| ---------------- | ------------------- |
| NAME             | Ghaziyar, Jawad     |
| ALTERNATIVNAMEN  | جواد غازيار         |
| KURZBESCHREIBUNG | afghanischer Sänger |
| GEBURTSDATUM     | 20. Jahrhundert     |